# Aéroport international Maya-Maya
Pour les articles homonymes, voir Maya.
L’aéroport international Maya-Maya est un aéroport desservant la ville de Brazzaville, en république du Congo.

## Infrastructures
Un nouvel aéroport a été construit en deux modules dont le premier a été livré et inauguré le 11 août 2010 avec une deuxième piste d'atterrissage de 3 700 mètres, et le second a été inauguré le 05 février 2014 par les autorités congolaises.
Ce nouvel aéroport comprend sept passerelles télescopiques vitrées adaptées aux avions de types Airbus A380 et Boeing 747-400.

## Situation
| Impfondo Brazzaville Ouésso Pointe-Noire Owando Ollombo |

## Statistiques
Le graphique qui aurait dû être présenté ici ne peut pas être affiché car il utilise l'ancienne extension Graph, désactivée pour des questions de sécurité. Des indications pour créer un nouveau graphique avec la nouvelle extension Chart sont disponibles ici.

Voir la requête brute et les sources sur Wikidata.

## Compagnies et destinations

### Passagers
| Compagnies             | Destinations                                            |
| ---------------------- | ------------------------------------------------------- |
| Afrijet                | Libreville-Léon Mba                                     |
| Air Côte d'Ivoire      | Abidjan-F.-H.-Boigny, Accra-Kotoka, Libreville-Léon Mba |
| Air France             | Paris-Charles de Gaulle                                 |
| ASKY Airlines          | Kinshasa-N'djili, Lomé-G. Eyadéma                       |
| Canadian Airways Congo | Impfondo, Ouésso, Pointe-Noire A. Neto                  |
| Ethiopian Airlines     | Addis-Abeba Bole                                        |
| Kenya Airways          | Luanda-Quatro de Fevereiro, Nairobi-J. Kenyatta         |
| Mauritania Airlines    | Bamako-M. Keïta, Cotonou, Nouakchott-Oumtounsy          |
| Royal Air Maroc        | Casablanca-Mohammed-V                                   |
| Rwandair               | Cotonou, Douala, Kigali                                 |
| TAAG Angola Airlines   | Luanda-Quatro de Fevereiro                              |
| Trans Air Congo        | Douala, Libreville-Léon Mba, Pointe-Noire A. Neto       |

Édité le 26/02/2018  Actualisé le 20/10/2023

### Fret
| Compagnies               | Destinations |
| ------------------------ | ------------ |
| Africa West Cargo        | Lomé         |
| Air France-KLM Cargo     | Bangui       |
| Cargolux                 | Luxembourg   |
| Ethiopian Airlines Cargo | Addis-Abeba  |
| Global Africa Cargo      | Liège        |